# ChAI-5
Die ChAI-5 (russisch ХАИ-5) war ein zweisitziger sowjetischer Aufklärer und leichter Bomber. Der aus Holz gefertigte Tiefdecker beruhte in seiner Auslegung auf der ebenfalls von Iossif Neman entwickelten ChAI-1.

## Entwicklung
Gegenüber dem Ausgangstyp wurde ein stärkerer Motor und ein zweistufiger Verstellpropeller verwendet. Der Motor erhielt eine verlängerte NACA-Haube und die gesamte Zelle (Beplankung jetzt 1,5–2 mm Sperrholz) sowie das Spornradfahrwerk wurden verstärkt. Die Landeklappen wurden als Spaltklappen ausgeführt. Über der Triebwerksverkleidung wurden zwei SchKAS montiert, die durch den Piloten bedient wurden.
Der Schütze saß in einem eigenen Cockpit hinter dem Piloten und bediente einen handbetätigten Waffenturm, der ebenfalls mit SchKAS ausgerüstet war. Es war ein interner Bombenschacht für sechs FAB-50-Freifallbomben vorgesehen.
Ein erster Prototyp wurde im Dezember 1934 fertiggestellt. Die ersten Flugtests zeigten eine gute Leistung, und so wurden 1935 neun weitere Vorserienmuster gefertigt, die beim NII erprobt wurden. Die Erprobung verlief erfolgreich, und so kam es zur Serienfertigung der leicht modifizierten Neman R-10.
Neman versuchte die Tiefangriffseignung zu verbessern und schuf mit der ChAI-51 und der mit einem 662 kW starken Schwezow M-63 ausgerüsteten ChAI-52 spezielle Varianten, die über eine wesentlich verstärkte Vorwärtsbewaffnung von bis zu sechs MGs aufwiesen. Hinzu kam ein schwenkbares MG für den Beobachter.
Durch die Inhaftierung Nemans wurden diese Projekte jedoch 1939 nicht weiterverfolgt, die geänderte Motorisierung wurde jedoch in der R-10 auch in der Serie verwendet.

## Technische Daten
| Kenngröße             | Daten                                         |
| --------------------- | --------------------------------------------- |
| Besatzung             | 2                                             |
| Länge                 | 9,30 m                                        |
| Spannweite            | 12,20 m                                       |
| Flügelfläche          | 26,80 m²                                      |
| Flügelstreckung       | 5,6                                           |
| Leermasse             | 1823 kg                                       |
| maximale Startmasse   | 2515 kg                                       |
| Triebwerk             | ein Neunzylinder-Sternmotor Wright R-1820     |
| Leistung              | 523 kW (711 PS)                               |
| Höchstgeschwindigkeit | 350 km/h in Bodennähe 388 km/h in 2500 m Höhe |
| Landegeschwindigkeit  | 125 km/h                                      |
| Dienstgipfelhöhe      | 7700 m                                        |
| Startrollstrecke      | 250 m                                         |
| Landerollstrecke      | 230 m                                         |
| Reichweite            | 1050 km                                       |